# Erupción del Nabro de 2011
El 13 de junio de 2011 el volcán Nabro entró en erupción generando una nube de ceniza de 15 kilómetros de altura que se extendió rápidamente hasta Sudán. Está se inició en torno a la medianoche hora local (21:00 UTC el 12 de junio de 2011) y fue precedida de una serie de terremotos en la zona de entre 4,3 y 5,7 ML. Durante las primeras horas los científicos creyeron que la erupción se produjo en el cercano volcán Dubbi que tuvo su última erupción en 1861.

## Erupción
Las imágenes de satélite confirmaron que se trataba del Nabro que emitió un penacho de 13,5 kilómetros de altura, que empujado por el viento se dirigió hacia el oeste a través del norte de Etiopía, provocando una lluvia de cenizas, y hacia Sudán y Egipto, a más de mil kilómetros, causando perturbaciones en el tráfico aéreo de toda la región. Según mediciones de la NASA, el volcán emitió durante está erupción los mayores niveles de dióxido de azufre que se han detectado desde el espacio.
La gran cantidad de ceniza expulsada por el volcán llegó al norte de Etiopía causando graves problemas económicos, sanitarios y ambientales a la población local. Además, se desconoce el paradero de las comunidades que habitaban cerca del volcán.

## Sismicidad

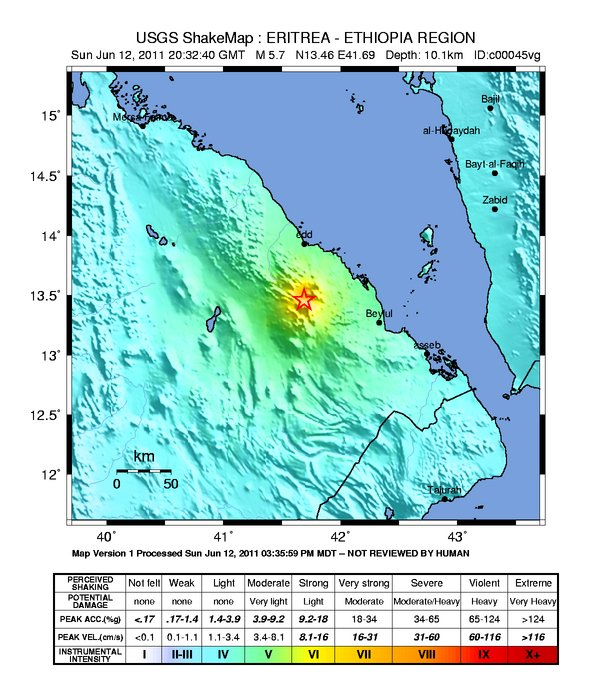
Mapa de intensidad instrumental de sismo de 5.7 M_{w} en frontera de Eritrea y Etiopía (USGS, 12 de junio, 20:32:40 TUC)
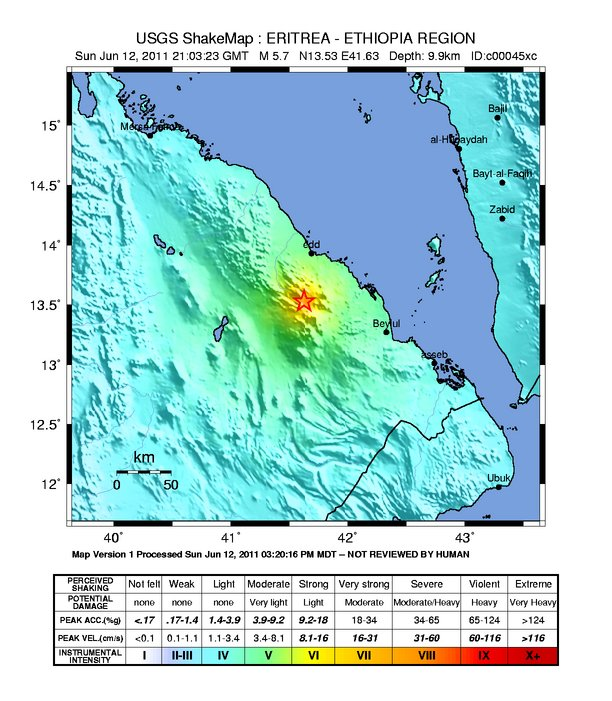
Mapa de intensidad instrumental de sismo de 5.7 M_{w} en frontera de Eritrea y Etiopía (USGS, 12 de junio, 21:03:23 TUC)
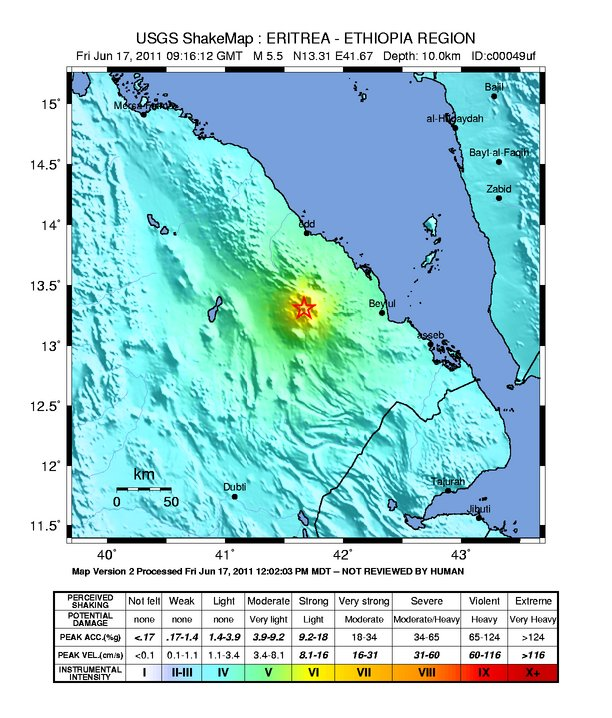
Mapa de intensidad instrumental de sismo de 5.6 M_{w} en frontera de Eritrea y Etiopía (USGS, 17 de junio, 09:16:12 TUC)

Antes, durante y después del proceso eruptivo generado en el complejo volcánico Nabro, una serie de sismos de diferente magnitud e intensidad sacudió un área escasamente poblada de la frontera entre las naciones de Eritrea y Etiopía, la cual tuvo su génesis a las 15:37 horas con respecto al Tiempo Universal Coordinado (18:37 horas con respecto al horario local), con un seísmo de 5.1º en la escala sismológica de magnitud de momento, el que fue sucedido por innumerables temblores más ligeros. Horas más tarde, dos eventos consecutivos de 5.7º en la escala sismológica antes mencionada sacudirían la región a las 20:32 y 21:03 horas con respecto al Tiempo Universal Coordinado, respectivamente, los que alcanzaron profundidades relativamente similares. Cabe destacar que, según USGS, ambos sismos habrían alcanzado los VII grados de intensidad (“muy fuerte”) en la escala sismológica modificada de Mercalli, en una zona cercana a los epicentros, generando una fuerte sacudida localizada, mas no víctimas fatales ni daños que lamentar.
| Día y hora (TUC)                                | Magnitud                                        | Región                                          | Coordenadas geográficas                          | Profundidad (km)                                | Ref.                                            |                                                 |
| Servicio Geológico de los Estados Unidos (USGS) | Servicio Geológico de los Estados Unidos (USGS) | Servicio Geológico de los Estados Unidos (USGS) | Servicio Geológico de los Estados Unidos (USGS)  | Servicio Geológico de los Estados Unidos (USGS) | Servicio Geológico de los Estados Unidos (USGS) | Servicio Geológico de los Estados Unidos (USGS) |
| ----------------------------------------------- | ----------------------------------------------- | ----------------------------------------------- | ------------------------------------------------ | ----------------------------------------------- | ----------------------------------------------- | ----------------------------------------------- |
| Doce de junio de 2011, 15:37:05                 | 5.1                                             | Eritrea-Etiopía                                 | 13°27′28.8″N 41°41′2.4″E / 13.458000, 41.684000  | 10                                              | [ 6 ]                                           |                                                 |
| Doce de junio de 2011, 16:09:30                 | 4.5                                             | Eritrea-Etiopía                                 | 13°26′34.8″N 41°41′45.6″E / 13.443000, 41.696000 | 2.9                                             | [ 7 ]                                           |                                                 |
| Doce de junio de 2011, 16:12:02                 | 4.7                                             | Eritrea-Etiopía                                 | 13°23′49.2″N 41°44′2.4″E / 13.397000, 41.734000  | 10                                              | [ 8 ]                                           |                                                 |
| Doce de junio de 2011, 16:24:44                 | 4.8                                             | Eritrea-Etiopía                                 | 13°26′9.6″N 41°40′55.2″E / 13.436000, 41.682000  | 10                                              | [ 9 ]                                           |                                                 |
| Doce de junio de 2011, 16:33:11                 | 4.3                                             | Eritrea-Etiopía                                 | 13°30′25.2″N 41°43′19.2″E / 13.507000, 41.722000 | 10                                              | [ 10 ]                                          |                                                 |
| Doce de junio de 2011, 17:18:09                 | 4.8                                             | Eritrea-Etiopía                                 | 13°22′51.6″N 41°45′50.4″E / 13.381000, 41.764000 | 9.9                                             | [ 11 ]                                          |                                                 |
| Doce de junio de 2011, 17:47:20                 | 4.7                                             | Eritrea-Etiopía                                 | 13°32′16.8″N 41°35′16.8″E / 13.538000, 41.588000 | 10                                              | [ 12 ]                                          |                                                 |
| Doce de junio de 2011, 18:01:19                 | 4.5                                             | Etiopía                                         | 12°49′1.2″N 41°55′58.8″E / 12.817000, 41.933000  | 10.1                                            | [ 13 ]                                          |                                                 |
| Doce de junio de 2011, 19:21:45                 | 5.0                                             | Etiopía                                         | 12°28′33.6″N 41°44′52.8″E / 12.476000, 41.748000 | 10                                              | [ 14 ]                                          |                                                 |
| Doce de junio de 2011, 19:37:42                 | 4.7                                             | Eritrea-Etiopía                                 | 13°18′57.6″N 41°36′39.6″E / 13.316000, 41.611000 | 10.1                                            | [ 15 ]                                          |                                                 |
| Doce de junio de 2011, 19:44:16                 | 4.8                                             | Eritrea-Etiopía                                 | 13°22′8.4″N 41°38′38.4″E / 13.369000, 41.644000  | 9.9                                             | [ 16 ]                                          |                                                 |
| Doce de junio de 2011, 20:32:40                 | 5.7                                             | Eritrea-Etiopía                                 | 13°27′36″N 41°41′16.8″E / 13.46000, 41.688000    | 10.1                                            | [ 17 ]                                          |                                                 |
| Doce de junio de 2011, 21:03:23                 | 5.7                                             | Eritrea-Etiopía                                 | 13°31′48″N 41°37′30″E / 13.53000, 41.62500       | 9.9                                             | [ 18 ]                                          |                                                 |
| Doce de junio de 2011, 21:37:14                 | 4.5                                             | Eritrea-Etiopía                                 | 13°14′2.4″N 41°48′21.6″E / 13.234000, 41.806000  | 15                                              | [ 19 ]                                          |                                                 |
| Doce de junio de 2011, 21:41:57                 | 4.6                                             | Eritrea-Etiopía                                 | 13°18′32.4″N 41°40′4.8″E / 13.309000, 41.668000  | 15.3                                            | [ 20 ]                                          |                                                 |
| Diecisiete de junio de 2011, 09:16:12           | 5.6                                             | Eritrea-Etiopía                                 | 13°18′0″N 41°39′36″E / 13.30000, 41.66000        | 10                                              | [ 21 ]                                          |                                                 |
| Centro Sismológico Europeo Mediterráneo (EMSC)  |                                                 |                                                 |                                                  |                                                 |                                                 |                                                 |
| Doce de junio de 2011, 15:37:04                 | 5.0                                             | Eritrea-Etiopía                                 | 13°21′00″N 41°46′48″E / 13.35000, 41.78000       | 2                                               | [ 22 ]                                          |                                                 |
| Doce de junio de 2011, 16:09:30                 | 4.4                                             | Eritrea-Etiopía                                 | 13°14′24″N 41°47′24″E / 13.24000, 41.79000       | 2                                               | [ 23 ]                                          |                                                 |
| Doce de junio de 2011, 16:12:03                 | 4.6                                             | Eritrea-Etiopía                                 | 13°19′12″N 41°47′24″E / 13.32000, 41.79000       | 10                                              | [ 24 ]                                          |                                                 |
| Doce de junio de 2011, 16:24:43                 | 4.7                                             | Eritrea-Etiopía                                 | 13°15′0″N 41°39′00″E / 13.25000, 41.65000        | 10                                              | [ 25 ]                                          |                                                 |
| Doce de junio de 2011, 16:27:48                 | 3.0                                             | Eritrea-Etiopía                                 | 13°20′24″N 41°34′48″E / 13.34000, 41.58000       | 2                                               | [ 26 ]                                          |                                                 |
| Doce de junio de 2011, 16:33:11                 | 4.3                                             | Eritrea-Etiopía                                 | 13°30′36″N 41°43′12″E / 13.51000, 41.72000       | 10                                              | [ 27 ]                                          |                                                 |
| Doce de junio de 2011, 17:18:09                 | 4.8                                             | Eritrea-Etiopía                                 | 13°15′36″N 41°46′48″E / 13.26000, 41.78000       | 10                                              | [ 28 ]                                          |                                                 |
| Doce de junio de 2011, 17:47:21                 | 4.6                                             | Eritrea-Etiopía                                 | 13°25′48″N 41°42′0″E / 13.43000, 41.70000        | 10                                              | [ 29 ]                                          |                                                 |
| Doce de junio de 2011, 18:01:20                 | 4.4                                             | Eritrea-Etiopía                                 | 13°5′24″N 41°54′36″E / 13.09000, 41.91000        | 10                                              | [ 30 ]                                          |                                                 |
| Doce de junio de 2011, 18:48:53                 | 4.6                                             | Eritrea-Etiopía                                 | 13°32′24″N 41°52′48″E / 13.54000, 41.88000       | 10                                              | [ 31 ]                                          |                                                 |
| Doce de junio de 2011, 19:03:39                 | 4.5                                             | Eritrea-Etiopía                                 | 13°25′12″N 41°55′12″E / 13.42000, 41.92000       | 10                                              | [ 32 ]                                          |                                                 |
| Doce de junio de 2011, 19:21:50                 | 5.0                                             | Eritrea-Etiopía                                 | 13°12′36″N 41°49′48″E / 13.21000, 41.83000       | 10                                              | [ 33 ]                                          |                                                 |
| Doce de junio de 2011, 19:37:41                 | 4.7                                             | Eritrea-Etiopía                                 | 13°18′0″N 41°41′24″E / 13.30000, 41.69000        | 2                                               | [ 34 ]                                          |                                                 |
| Doce de junio de 2011, 19:44:16                 | 4.7                                             | Eritrea-Etiopía                                 | 13°25′12″N 41°38′24″E / 13.42000, 41.64000       | 10                                              | [ 35 ]                                          |                                                 |
| Doce de junio de 2011, 20:32:39                 | 5.6                                             | Eritrea-Etiopía                                 | 13°24′0″N 41°40′12″E / 13.40000, 41.67000        | 2                                               | [ 36 ]                                          |                                                 |
| Doce de junio de 2011, 21:03:25                 | 5.6                                             | Eritrea-Etiopía                                 | 13°30′0″N 41°40′48″E / 13.50000, 41.68000        | 20                                              | [ 37 ]                                          |                                                 |
| Doce de junio de 2011, 21:37:13                 | 4.5                                             | Eritrea-Etiopía                                 | 13°7′48″N 41°47′24″E / 13.13000, 41.79000        | 10                                              | [ 38 ]                                          |                                                 |
| Doce de junio de 2011, 21:41:57                 | 4.4                                             | Eritrea-Etiopía                                 | 13°25′12″N 41°40′12″E / 13.42000, 41.67000       | 10                                              | [ 39 ]                                          |                                                 |
| Trece de junio de 2011, 01:42:18                | 3.0                                             | Eritrea-Etiopía                                 | 13°27′00″N 41°45′36″E / 13.45000, 41.76000       | 0                                               | [ 40 ]                                          |                                                 |
| Dieciséis de junio de 2011, 01:30:15            | 3.0                                             | Eritrea-Etiopía                                 | 13°24′36″N 41°37′12″E / 13.41000, 41.62000       | 4                                               | [ 41 ]                                          |                                                 |
| Dieciséis de junio de 2011, 03:47:02            | 3.0                                             | Eritrea-Etiopía                                 | 13°28′12″N 41°42′0″E / 13.47000, 41.70000        | 4                                               | [ 42 ]                                          |                                                 |
| Dieciséis de junio de 2011, 08:30:30            | 3.0                                             | Eritrea-Etiopía                                 | 13°22′48″N 41°49′48″E / 13.38000, 41.83000       | 0                                               | [ 43 ]                                          |                                                 |
| Dieciséis de junio de 2011, 10:47:58            | 3.0                                             | Eritrea-Etiopía                                 | 13°28′12″N 41°39′36″E / 13.47000, 41.66000       | 8                                               | [ 44 ]                                          |                                                 |
| Dieciséis de junio de 2011, 11:03:25            | 3.0                                             | Eritrea-Etiopía                                 | 13°32′24″N 41°40′48″E / 13.54000, 41.68000       | 2                                               | [ 45 ]                                          |                                                 |
| Diecisiete de junio de 2011, 09:16:12           | 5.6                                             | Eritrea-Etiopía                                 | 13°13′48″N 41°43′48″E / 13.23000, 41.73000       | 10                                              | [ 46 ]                                          |                                                 |

- Mapa de intensidad instrumental de sismo de 5.7 Mw en frontera de Eritrea y Etiopía (USGS, 12 de junio, 20:32:40 TUC)
- Mapa de intensidad instrumental de sismo de 5.7 Mw en frontera de Eritrea y Etiopía (USGS, 12 de junio, 21:03:23 TUC)
- Mapa de intensidad instrumental de sismo de 5.6 Mw en frontera de Eritrea y Etiopía (USGS, 17 de junio, 09:16:12 TUC)

## Geología
Forma parte del Triángulo de Afar, siendo uno de los muchos volcanes de caldera compleja en la parte más nororiental del Gran Valle del Rift, en la región de los valles. Las dos calderas probablemente se formaron durante una erupción de unos 20 a 100 kilómetros cúbicos de Ignimbrita, aunque la fecha de su formación es desconocida. El volumen de material volcánico en la Cordillera Volcánica del Nabro es del orden de 550 km³.
En el punto más elevado de la Afar, presenta dos calderas anidadas, la más grande mide diez kilómetros de diámetro, mientras que la menor presenta cinco. Extendiéndose hacia el suroeste, las calderas tienen varios domos de lava de riolita y de obsidiana, además de lava basáltica que también se puede encontrar en sus flancos. Las partes más antiguas del volcán presentan depósitos de Tefra.

## Línea de tiempo de la erupción del Nabro
| Fecha              | Estado | Imágenes      |
| Junio de 2011      | Junio de 2011 | Junio de 2011 |
| ------------------ | --- | ------------- |
| 13 de junio        | El 13 de junio de 2011 el volcán Nabro entró en erupción generando una nube de ceniza de 15 kilómetros de altura que se extendió rápidamente hasta Sudán.                                                                     |               |
| 14 de junio        | |               |
| 15 de junio        | |               |
| 16 de junio        | |               |
| 17 de junio        | |               |
| 18 de junio        | |               |
| 19 de junio        | El volcán produjo el más alto nivel de emisiones de dióxido de azufre en la atmósfera de la Tierra jamás detectado desde el espacio.                                                                                          |               |
| 20 de junio        | |               |
| 22 de junio        | El gobierno de Eritrea informó de un flujo de lava de hasta 1 kilómetro de ancho y hasta 15 metros de alto había aparecido en Seriru, en el sur de Denkalia, y destruyó la vegetación en una distancia de unos 20 kilómetros. |               |
| 23 de junio        | |               |
| 24 de junio        | |               |
| 25 de junio        | |               |
| 26 de junio        | |               |
| 27 de junio        | |               |
| 29 de junio        | |               |
| Julio de 2011      | |               |
| 6 de julio         | |               |
| 10 de julio        | |               |
| 27 de julio        | |               |
| Septiembre de 2011 | |               |
| 28 de septiembre   | |               |

## Lista de volcanes en Eritrea
Esta es una lista de volcanes activos y extintos en Eritrea.
| Nombre    | Elevación | Elevación | Ubicación                                  | Última erupción     |
| Nombre    | metros    | pies      | Coordenadas                                | Última erupción     |
| Alid      | 910       | 2966      | 15°28′N 40°32′E / 15.467, 40.533           | Holoceno            |
| Asseb     | 910       | 2986      | 13°25′N 42°43′E / 13.417, 42.717           | Holoceno            |
| Dubbi     | 987       | 5331      | 13°34′44″N 41°48′33″E / 13.57889, 41.80917 | 1861                |
| Gufa      | 600       | 1969      | 12°55′N 42°53′E / 12.917, 42.883           | Holoceno            |
| Jalua     | 713       | 2339      | 15°042′N 40°22′E / 15.700, 40.367          | desconocido         |
| Mousa Ali | 2028      | 6654      | 12°47′N 42°40′E / 12.783, 42.667           | Holoceno            |
| Nabro     | 2218      | 7277      | 13°37′N 42°10′E / 13.617, 42.167           | 13 de junio de 2011 |